# Kerkera
Kerkera là một đô thị thuộc tỉnh Skikda, Algérie. Dân số thời điểm năm 2002 là 24.501 người.